# Василий Ажаев
Василий Николаевич Ажаев (12 февруари 1915 – 27 април 1968, Москва) е руски писател. Носител на Държавна награда на СССР през 1949 г. Най-популярен е романът му „Далеч от Москва“ от 1948 г.

## Биография
Роден е на 12 февруари 1915 г. в село Соцкое (днес Талдомски район на Московска област) в семейство на кожухар.
Започва да издава през 1934 г. Дебютният му разказ „Пет години живот” е публикуван в сп. „Промяна”. Почти веднага след това той е репресиран. Той прекарва две години в лагерите, освободен е предсрочно. После става работник в Далечния изток. През 1939-1944 г. учи в Литературния институт Максим Горки. През 1948 г. излиза сборник с разкази "Злато", първата версия на романа "Далеч от Москва".(в сп. „Далечния изток“). Преработен по предложение на Константин Симонов, главен редактор на сп. "Нови мир", този роман за изграждането на нефтопровод в Далечния изток през годините на войната, когато врагът стои край Москва, е публикуван в Москва. Романът получава Сталинска награда от първа степен (1949 г.), снима се (1950 г.), през 1954 г. Иван Дзержински написва опера по романа. Романът е преведен на повече от 20 езика.
Член на Съюза на писателите на СССР от 1947 г. От 1954 г. до смъртта си Ажаев е в управителния съвет на Съюза на писателите на СССР. Бил е главен редактор на списание "Съветска литература", издавано и на чужди езици.
През 1961 г. публикува разказа "Предговор към живота", в духа на първия роман. В романа „Вагон” (1966), публикуван едва през 1988 г., Ажаев, базиран на личен опит, разказва за съдбата на незаконно осъден млад политически затворник.
Василий Николаевич Ажаев умира на 27 април 1968 г. в Москва. Погребан е в Новодевическо гробище.